# Mike Myers (cestista)
Michael Charles Myers, detto Mike (Camden, 2 luglio 1992), è un cestista statunitense, professionista in Europa.

## Palmarès
- Campionato belga: 1

Ostenda: 2017-18
- Campionato ceco: 1

ČEZ Nymburk: 2018-19
- Campionato ucraino: 1

Prometey: 2020-21
- Coppa del Belgio: 1

Ostenda: 2018
- Coppa della Repubblica Ceca: 1

ČEZ Nymburk: 2019
- Coppa del Kosovo: 1

Trepca: 2025